# Família Somoza
A família Somoza foi uma influente família da Nicarágua (de origem europeia, e alguns de seus membros foram cidadãos estadunidenses) que governou o país como uma ditadura hereditária. A família governou de forma dinástica a Nicarágua entre 1934 e 1979. Antes desse tempo, outros parentes da família tinham governado o país por muitos anos. Sua influência ultrapassou os seus combinados 44 anos na presidência de facto, uma vez que estiveram no poder por trás de outros presidentes no período através do seu controle da Guarda Nacional. Sua dinastia finalmente caiu frente a Revolução Sandinista liderada pela Frente Sandinista de Libertação Nacional.

## Membros
- Anastasio Somoza García, presidente da Nicarágua entre 1937 e 1947, e entre 1950 e 1956.
- Salvadora Debayle, esposa de Anastasio Somoza García e mãe de Luis Somoza Debayle e Anastasio Somoza Debayle 
  - Luis Somoza Debayle, presidente da Nicarágua entre 1956 e 1963, filho de Somoza García.
  - Isabel Urcuyo, esposa de Luis Somoza Debayle.
  - Anastasio Somoza Debayle, presidente da Nicarágua entre 1967 e 1972 e entre 1974 e 1979, filho de Somoza García.
  - Hope Portocarrero, esposa de Anastasio Somoza Debayle e mãe de Somoza Portocarrero. 
    - Anastasio Somoza Portocarrero, filho de Anastasio Somoza Debayle 
      - Andres Somoza, filho de Anastasio Somoza Portocarrero.

  - José R. Somoza, filho de Somoza García.
  - Lillian Somoza Debayle, filha de Somoza García e Salvadora Debayle
  - Guillermo Sevilla Sacasa, marido de Lillian Somoza, o embaixador da Nicarágua nos Estados Unidos entre 1943 e 1979.
    - Eduardo José Sevilla Somoza, filho de Guillermo Sevilla Sacasa e Lillian Somoza Debayle, embaixador, Representante Permanente da Nicarágua junto à ONU entre 2000 e 2007